# Hedychium glaucum
Hedychium glaucum är en enhjärtbladig växtart som beskrevs av William Roscoe. Hedychium glaucum ingår i släktet Hedychium och familjen Zingiberaceae. Inga underarter finns listade i Catalogue of Life.